# Willem III van Bronckhorst

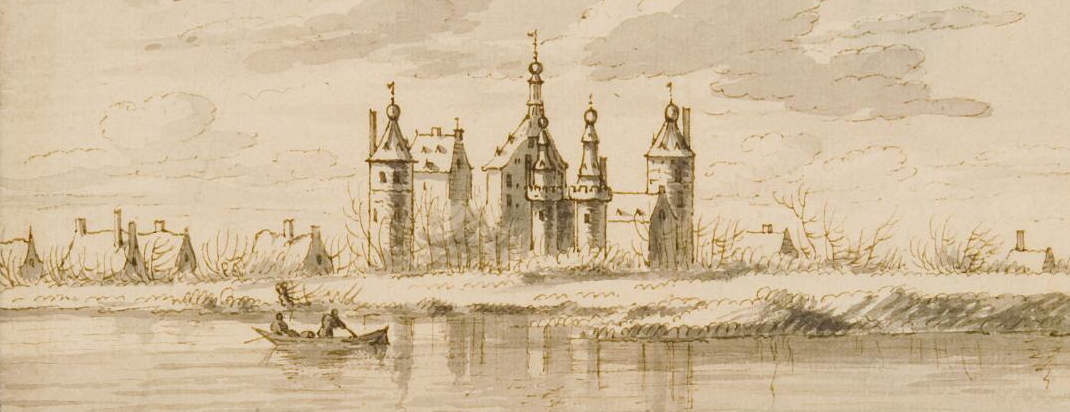
Batenburg 1674 (J. de Grave)

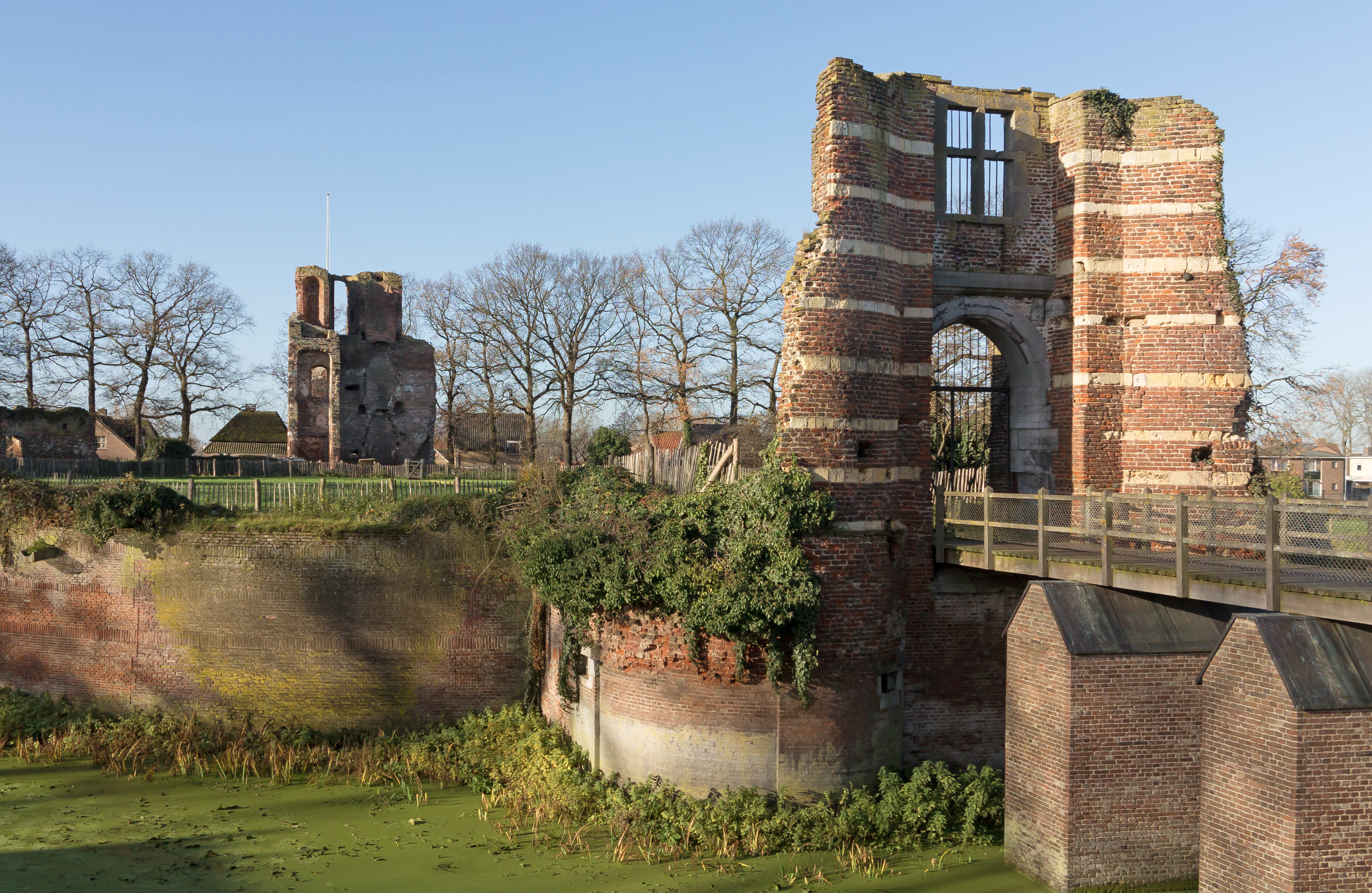
Batenburg, ruïne 2006

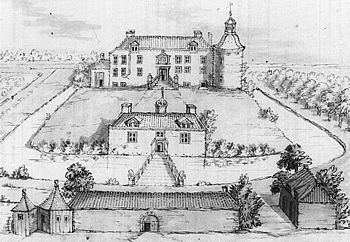
Oude prent van het kasteel Hackfort rond 1718

Willem III van Bronckhorst en Batenburg (circa 1284-1328), ridder,  was heer van Bronckhorst, Rekem en Batenburg. Hij sneuvelde in de slag bij Hasselt tegen de Luikenaars in 1328. Hij was een zoon van Gijsbert IV van Bronckhorst en Elisabeth van Steinfurt.

## Biografie

### Huwelijk en kinderen
Hij trouwde in 1315 met Johanna (1290- 28 november 1351), erfvrouwe van Batenburg, dochter van Dirk heer van Batenburg (1264-1315) en Mechteld NN (ca. 1268-). Willem en Johanna zijn de ouders van:
- Gijsbert V van Bronckhorst
- Diederik (-voor 1351). Heer van Batenburg. Ongetrouwd voor 1351 overleden.
- Baldewijn. Heer Baldewyn, van Batenburg genoemd, in dienst van Hertog Reynold van Gelre, sneuvelt in den slag van Hamont tegen de Luikenaars, 1344[1]

### Heerlijkheid Batenburg
Door zijn huwelijk met Johanna Batenburg kwam de heerlijkheid Batenburg in handen van de van Bronckhorsten. In 1317 werd hij door keizer Lodewijk van Beieren met de heerlijkheid beleend, terwijl hij in datzelfde jaar het recht van tol en munt bekwam.

### Kasteel Hackfort
Willem van Bronckhorst-Batenburg wordt in een oorkonde uit 1324 genoemd als verkoper van het goed te Hacvorde aan Jacob I van der Weelle.

Stamwapen
wapen Batenburg
wapen Bronckhorst Batenburg